# Museo del sale
Un museo del sale è uno spazio espositivo pubblico dedicato alla storia della produzione del cloruro di sodio.
Di solito i musei si trovano spesso vicino o all'interno delle miniere di sale o di saline.
I principali musei sono:

## Austria
- Miniera di Hallein, in tedesco Salzwelten

## Cina
- Museo del sale di Zigong (in cinese 自贡市盐业历史博物馆)
- Museo del sale di Taiwan (in cinese 臺灣鹽博物館)

## Francia
- Museo dipartimentale del sale di Marsal, in francese Musée départemental du sel de Marsal
- Museo del sale di Saint-Leu
- Saline Reali di Arc-et-Senans

## Germania
- Museo tedesco del sale di Luneburgo, in tedesco Deutsche Salzmuseum / Industriedenkmal Saline Lüneburg
- Museo delle saline di Halle in tedesco Halloren- und Salinemuseum

## Italia
- Museo del sale a Nubia (TP)[1][2]
- Ecomuseo del sale e del mare di Cervia
- MUSA Museo del Sale di Cervia

## Giappone
- Museo del sale e del tabacco di Tokyo, in giapponese  たばこと塩の博物館, (chiuso e delocalizzato nel 2013).

## Pakistan
- Miniera di sale di Khewra o miniera di sale di Mayo

## Panama
- Museo del sale e zucchero di Aguadulce, in spagnolo Museo de la Sal y el Azucar

## Polonia
- Miniera di sale di Wieliczka, in polacco Kopalnia soli Wieliczka
- Miniera di sale di Bochnia, in polacco Kopalnia soli w Bochni
- Museo delle saline cracoviane di Wieliczka in polacco Muzeum Żup Krakowskich

## Regno Unito
- Museo del sale di Northwich in inglese Weaver Hall Museum and Workhouse

## Spagna
- Museo del sale di Antigua (Isole Canarie), in spagnolo, Museo de la sal y Salinas del Carmen

## Stati Uniti d'America
- Museo del sale sotterraneo di Hutchinson, in inglese Kansas Underground Salt Museum detto anche Strataca

## Galleria d'immagini

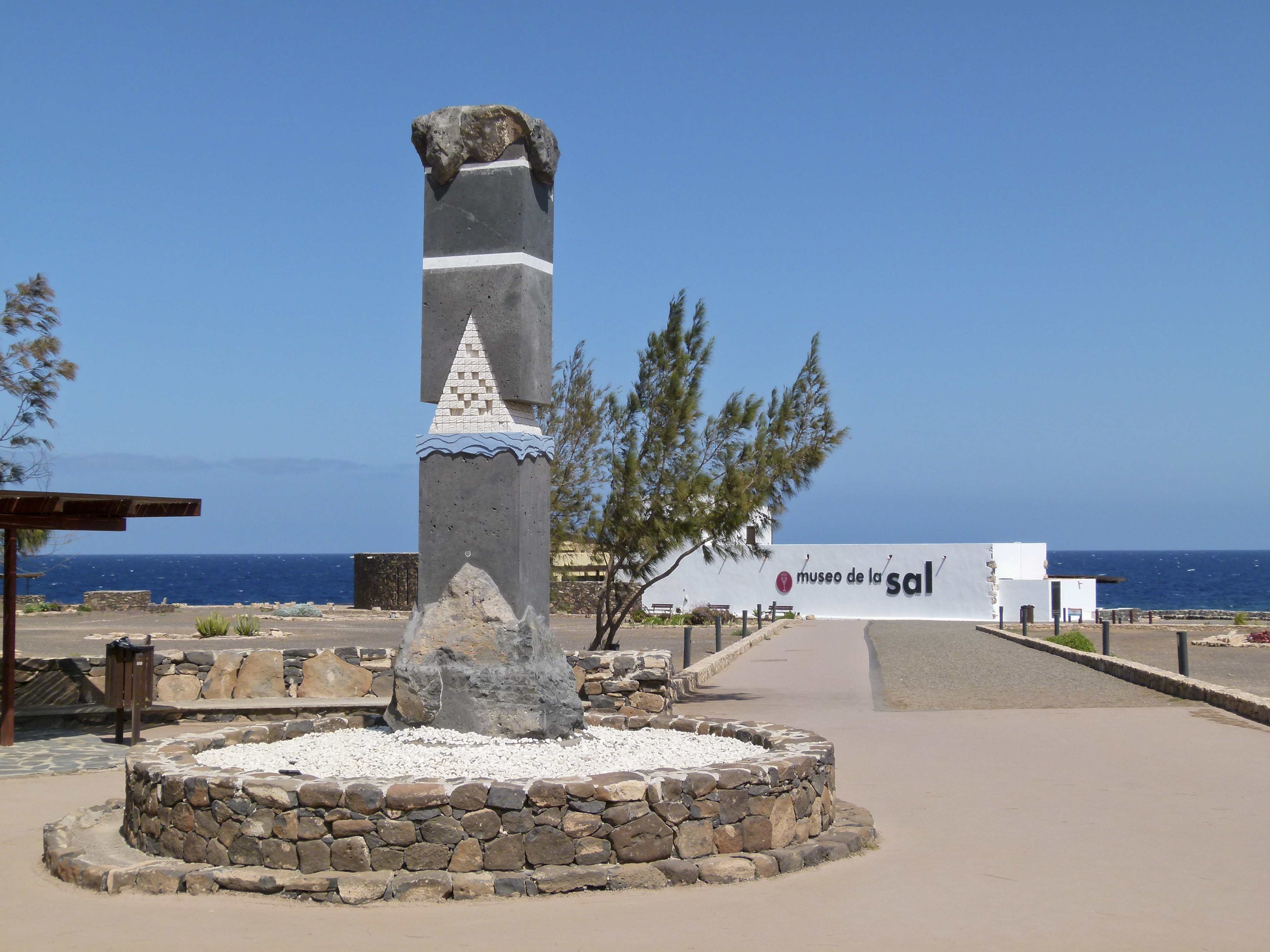
Museo del sale a Antigua - Isole Canarie,
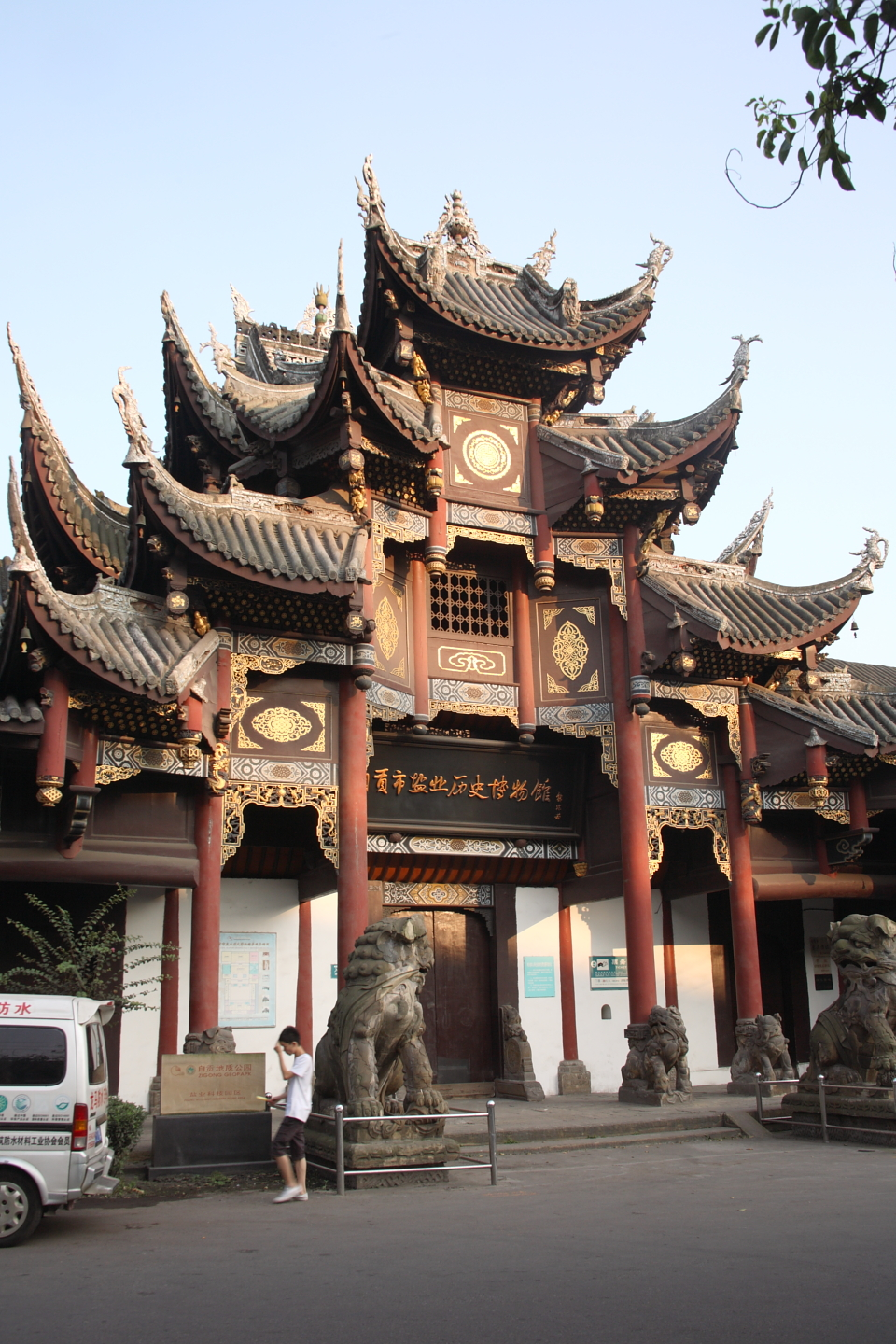
a Zizong,
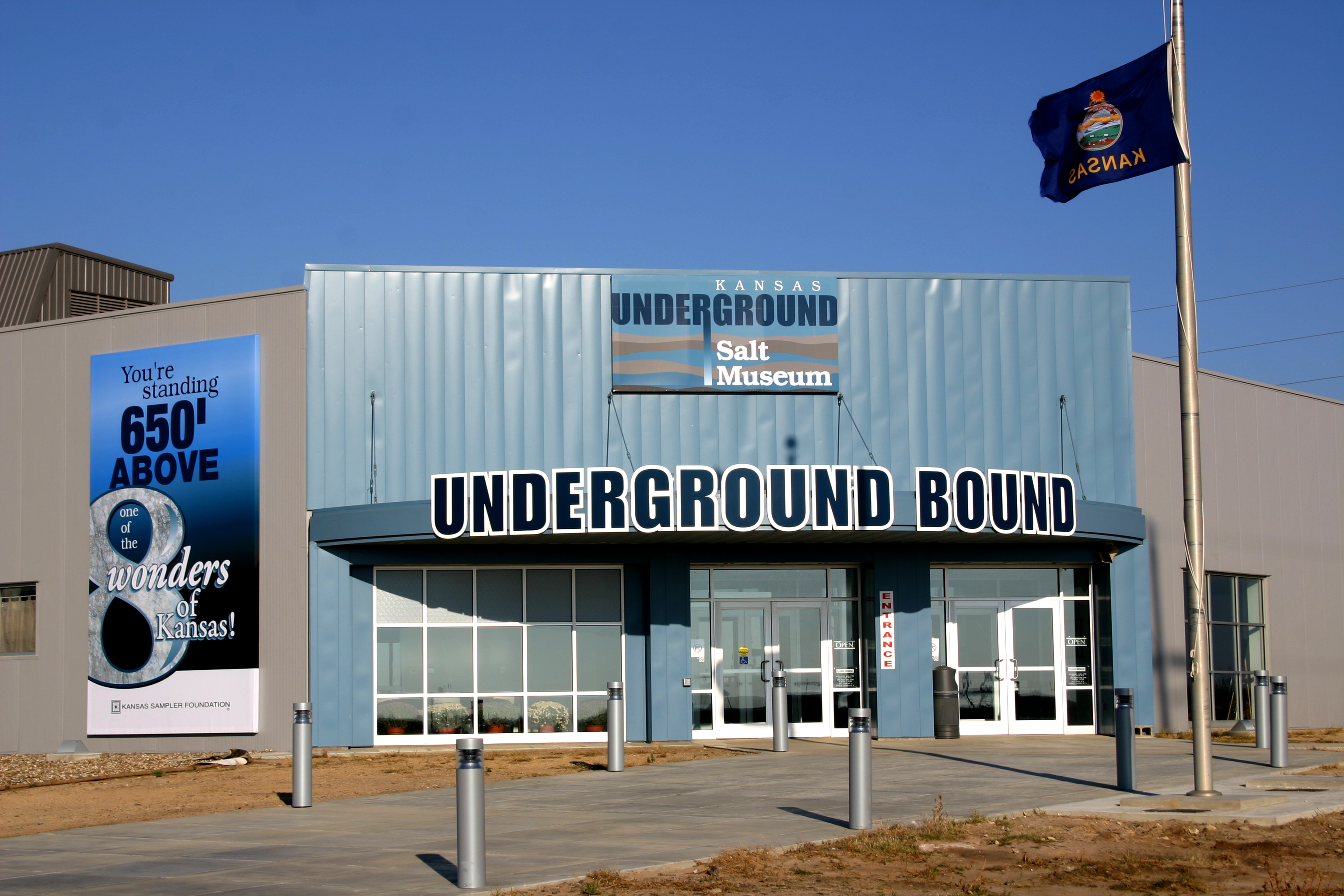
a Hutchinson,
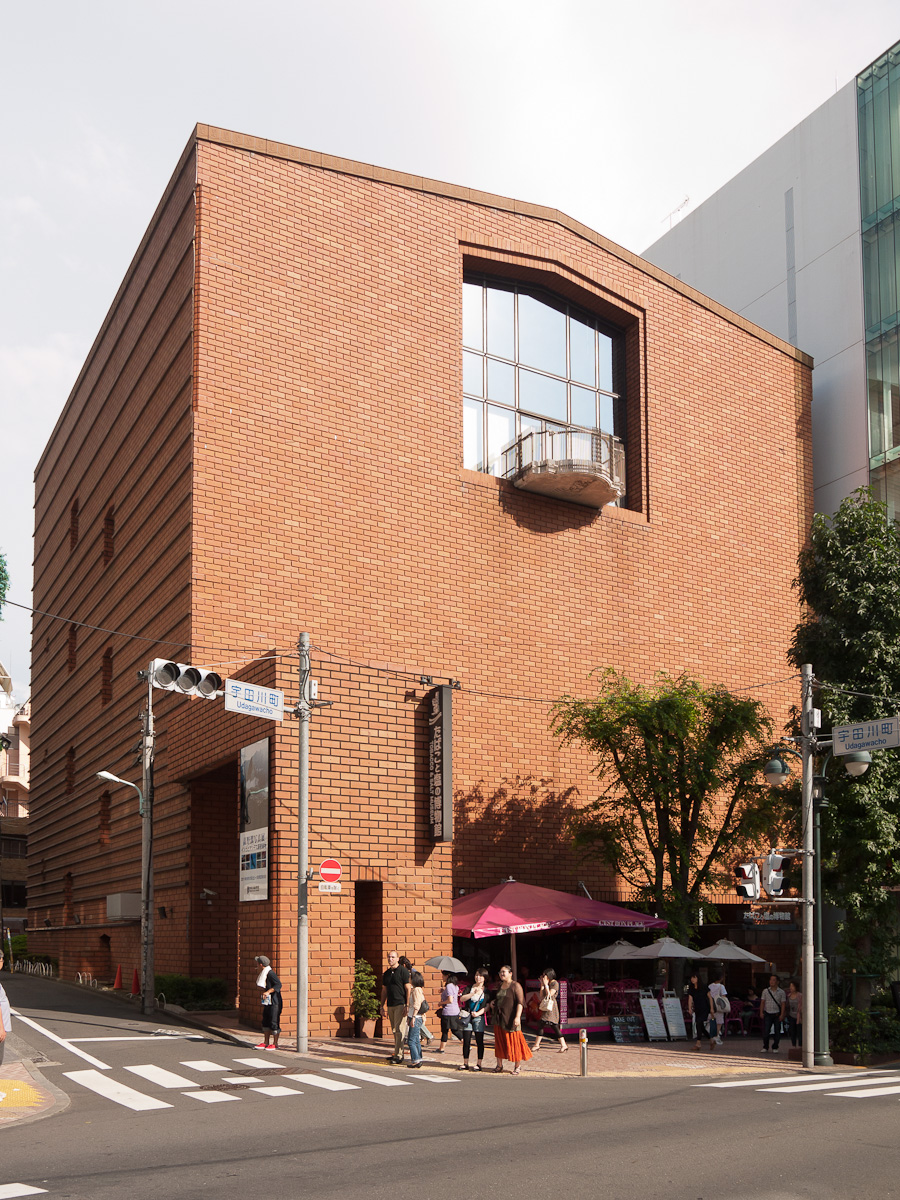
a Tokyo
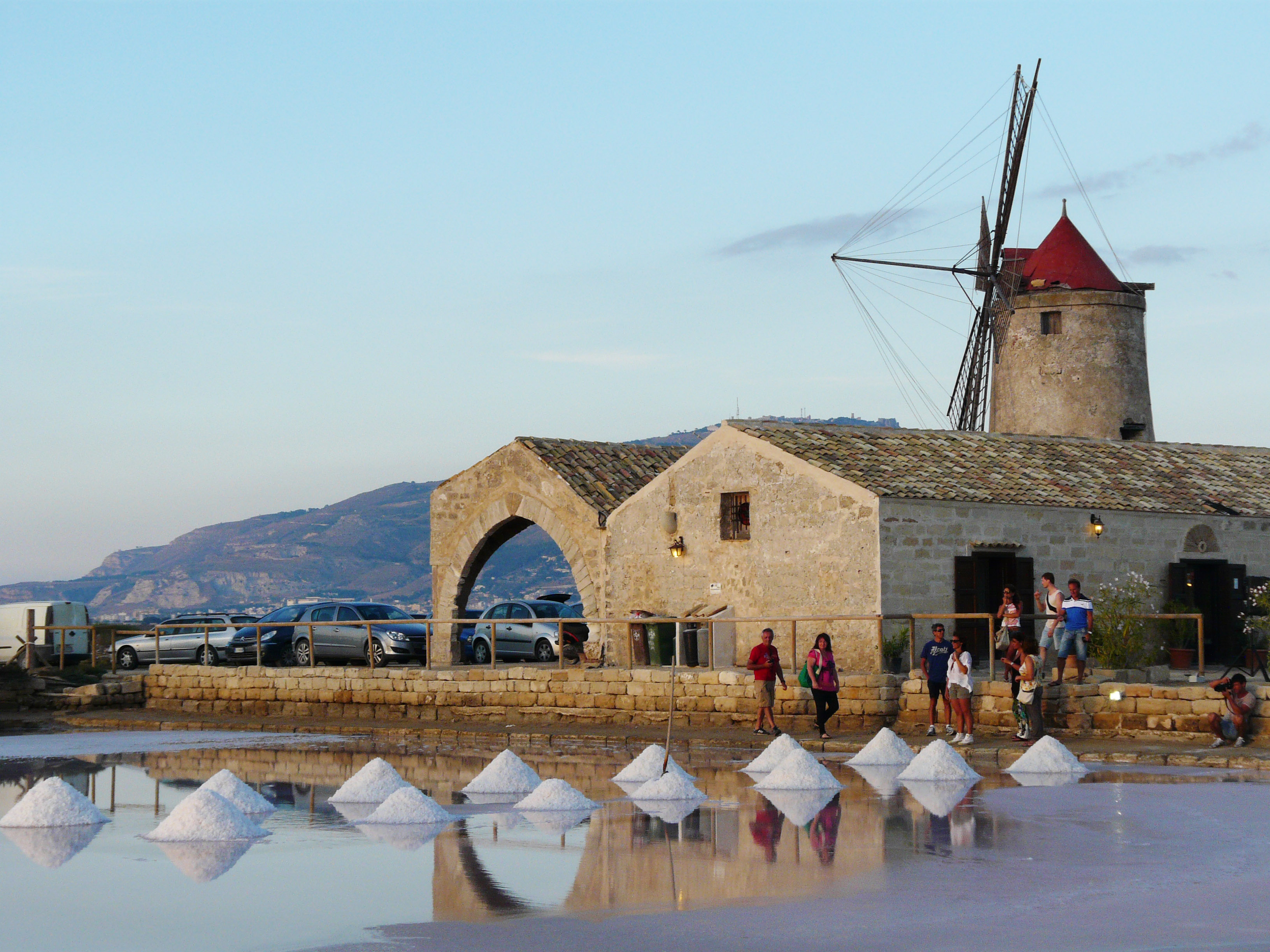
e alle saline di Trapani e Paceco.